# Religión en Georgia

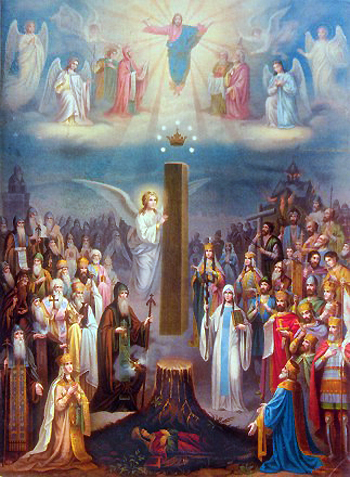
El cristianismo ortodoxo es la religión principal en Georgia. Este cuadro de Mikhail Sabinin representa la historia de la Iglesia Ortodoxa de Georgia que, hasta hoy, se reconoce como la religión mayoritaria del país.

La religión en Georgia es un aspecto correspondiente de la gran diversidad de pueblos que habitan en el país y que ha significado una rica variedad de religiones activas. Hoy en día la mayor parte de la población de Georgia practica el cristianismo ortodoxo, confesión representada por la Iglesia Ortodoxa de Georgia, a la que se declara fiel el 70,5% (2018) de la población. Alrededor del 2,2% de la población profesa la Iglesia Ortodoxa Rusa, mientras que alrededor del 3,9% de la población sigue la Iglesia apostólica armenia, casi todos los cuales son de origen armenio. Según The World Factbook, los musulmanes constituyen el 16,0% de la población y se encuentran principalmente en las regiones de Ayaria y Kvemo Kartli y como una minoría considerable en Tiflis. Los cristianos católicos constituyen alrededor del 1% de la población y se encuentran principalmente en el sur de Georgia y son un pequeño reducto en Tiflis. También hay una importante comunidad judía en Tiflis y cuenta con dos sinagogas.
La Iglesia Apostólica Ortodoxa Autocéfala de Georgia es una de las iglesias cristianas más antiguas del mundo, fundada en el siglo I por el apóstol Andrés el Primer Llamado. En la primera mitad del siglo IV, el cristianismo fue adoptado como la religión del estado. Esto ha proporcionado un fuerte sentido de identidad nacional que ha ayudado a preservar una identidad propia georgiana, a pesar de los reiterados períodos de ocupación extranjera e intentos de asimilación.
Georgia tiene una larga historia de armonía religiosa dentro de sus fronteras a pesar de los conflictos históricos con las naciones vecinas. Las diferentes minorías religiosas han vivido en Georgia durante miles de años y la discriminación religiosa es prácticamente desconocida en el país. Existen comunidades judías en todo Georgia, con grandes concentraciones en las dos ciudades más grandes, Tiflis y Kutaisi. Grupos azeríes han practicado el islam en Georgia durante siglos, como lo han hecho ayarianos y algunos de los abjasios concentrados en sus respectivas repúblicas autónomas. La Iglesia Apostólica Armenia, cuya doctrina difiere en algunos aspectos de la de Ortodoxia de Georgia, tiene la condición de autocéfala.

## Libertad religiosa
La Constitución de Georgia establece la libertad de culto, y el gobierno generalmente respeta este derecho en la práctica. Los ciudadanos generalmente no interfieren con los grupos religiosos tradicionales. Sin embargo, ha habido informes de violencia y de discriminación contra los grupos religiosos no tradicionales.
Con una población de 3,926,829 en 2019, el número de fieles era el siguiente:
| Iglesia ortodoxa georgiana | 79.3% |
| Islam                      | 15.1% |
| Irreligion                 | 4%    |
| Iglesia católica           | 0,6%  |
| otros                      | 1%    |

| Ciudad         | Ortodoxos | Católicos | Musulmanes | Paganos | Otros cristianos | Otras religiones | irreligión o sin declarar |
| -------------- | --------- | --------- | ---------- | ------- | ---------------- | ---------------- | ------------------------- |
| Tiflis         | 62.8%     | 0.3%      | 8.8%       | 4%      | 1.8%             | 6.6%             | 15.7%                     |
| Kutaisi        | 57.1%     | 0.7%      | 11.0%      | 2.8%    | 4.4%             | 1.7%             | 22.3%                     |
| Batumi         | 75.7%     | 0.4%      | 12.7%      | 2.7%    | 1.8%             | 0.9%             | 5.8%                      |
| Rustavi        | 77.8%     | 0.1%      | 15.0%      | 1.7%    | 0.2%             | 0.9%             | 4.3%                      |
| Zugdidi        | 80.7%     | -1%       | 12.4%      | 4.1%    | 0.7%             | 0.1%             | 2.0%                      |
| Gori           | 81.8%     | -1%       | 9.7%       | 0.9%    | 1.7%             | 1.5%             | 4.4%                      |
| Poti           | 87.1%     | -1%       | 10.1%      | 0.7%    | 0.4%             | 0.2%             | 1.5%                      |
| Sujumi         | 91.4%     | 0.1%      | 3.7%       | -1%     | 0.9%             | -1%              | 3.9%                      |
| otras ciudades | 66.6%     | 0.3%      | 16.7%      | 1.7%    | 3.9%             | 2.4%             | 8.4%                      |
| TOTAL:         | 76.4%     | 0.6%      | 10.5%      | -1%     | 9.1%             | 0.5%             | 2.9%                      |

## Demografía confesional
El país tiene una superficie total de aproximadamente 67 100 km² y su población es de 4,5 millones de personas. Según el censo de 2002, el 83,8% de la población georgiana se identificó como ortodoxo georgiano, el 9,9% musulmán, el 3,9% pertenecía a la Iglesia apostólica armenia y el 0,8% a la Iglesia católica. Las Iglesias ortodoxas sirven a otros grupos étnicos no georgianos, como los rusos y griegos, subordinados a la Iglesia Ortodoxa de Georgia. Las Iglesias ortodoxas no georgianas suelen utilizar la lengua de sus comulgantes.
Además, hay un pequeño número de creyentes rusos étnicos en su mayoría de dos movimientos cristianos opuestos: los ultra-ortodoxos viejos creyentes y los cristianos espirituales (los molokanos y los dujobori). La mayoría de estos grupos han abandonado el país desde mediados de la década de 1980.
Bajo el régimen soviético, el número de iglesias y sacerdotes activos se redujo drásticamente y la educación religiosa era casi inexistente. La pertenencia a la Iglesia Ortodoxa de Georgia se ha incrementado notablemente desde la independencia en 1991. La iglesia mantiene cuatro seminarios teológicos, dos academias, varias escuelas y 27 diócesis de la iglesia; y cuenta con 700 sacerdotes, 250 monjes y 150 monjas. La Iglesia está encabezada por el patriarca católico de toda Georgia, Ilia II, cuya sede se encuentra en Tiflis.

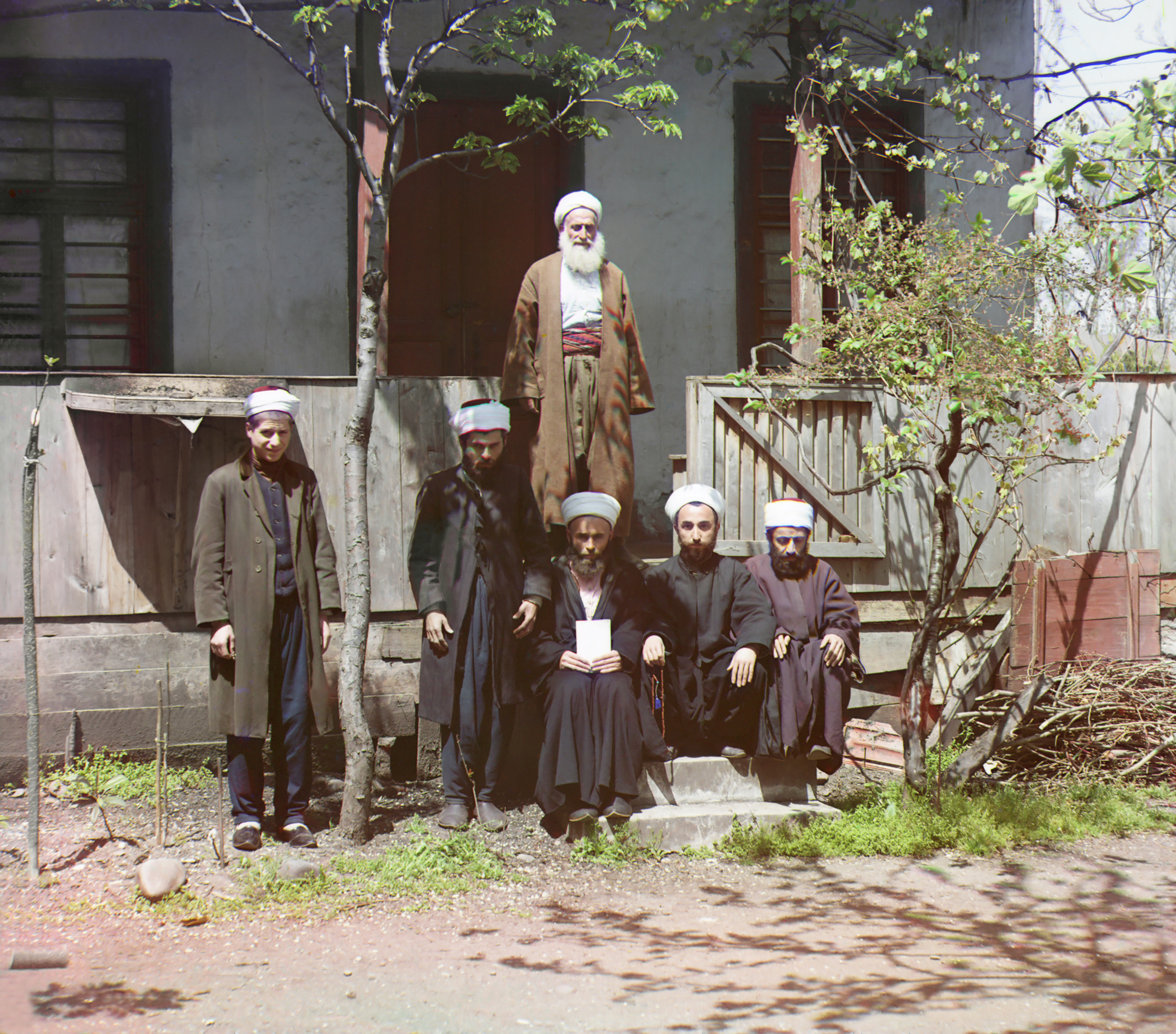
Un grupo de musulmanes en Batumi fotografiados por Serguéi Prokudin-Gorski en 1910.

Tradicionalmente han coexistido varias religiones, incluyendo la Iglesia apostólica armenia, el catolicismo, el judaísmo y el islam, con la ortodoxia georgiana. Un gran número de armenios viven en la región de Javajeti, al sur, que constituyen la mayoría de la población. El islam es frecuente entre las comunidades étnicas azeríes del norte Cáucaso y de la región oriental del país, y también se encuentra en las regiones de Ayaria y Abjasia. Alrededor del 5% de la población es nominalmente musulmana.
El judaísmo, que ha estado presente desde la antigüedad, se practica en varias comunidades de todo el país, especialmente en las grandes ciudades, Tiflis y Kutaisi. Aproximadamente 8 000 judíos permanecen en el país, después de dos grandes olas de emigración, la primera a principios de 1970 y la segunda en el período de la perestroika en la década de 1980. Antes de eso se estima que había alrededor de 100 000 judíos en el país. También hay un pequeño número de fieles luteranos, sobre todo entre los descendientes de las comunidades alemanas que se asentaron en el país hace varios cientos de años. Un pequeño número de yezidis kurdos han vivido en el país durante siglos.
Desde el colapso de la Unión Soviética, las denominaciones protestantes se han vuelto más prominentes. Entre ellos se incluyen los bautistas (compuestas de grupos rusos, georgianos, armenios, osetios y kurdos), adventistas del Séptimo Día; pentecostales (tanto georgianos como rusos); la Iglesia Nueva Apostólica; y las Asambleas de Dios. También hay algunos bahaíes, Hare Krishnas y Testigos de Jehová (representantes locales afirman que el grupo ha estado en el país desde 1953 y cuenta con unos 15 000 fieles). No hay número de miembros disponibles para estos grupos, pero, en conjunto, es probable que el total sea menos de 100 000 personas.
| Evolución del sentimiento religioso en Georgia                   |                                                                  |
| ---------------------------------------------------------------- | ---------------------------------------------------------------- |
| Gráfico no disponible temporalmente debido a problemas técnicos. |                                                                  |
| Ortodoxos Irreligión Creyentes de otras religiones               |                                                                  |
|                                                                  | Gráfico no disponible temporalmente debido a problemas técnicos. |

## Cristianismo

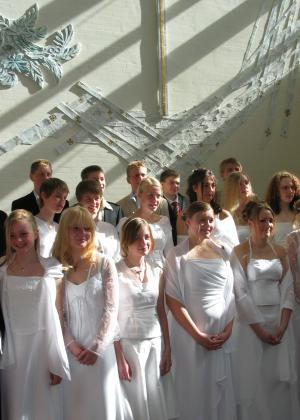
Confirmantes daneses.

Hoy en día (según una encuesta realizada por el Ministerio de la Iglesia danés) el 1 de enero de 2013 un 79,1% de la población danesa es miembro de la Iglesia del Pueblo Danés, es decir, la iglesia estatal. Tras un gran aumento de población musulmana en el país en los últimos años, el islam se ha convertido en la segunda religión con más fieles, entre un 3,8 y un 4%. Un 1% de la población se compone básicamente de católicos (0,6%), protestantes (0,4) y religiones orientales (como el budismo, bahai, etc.).

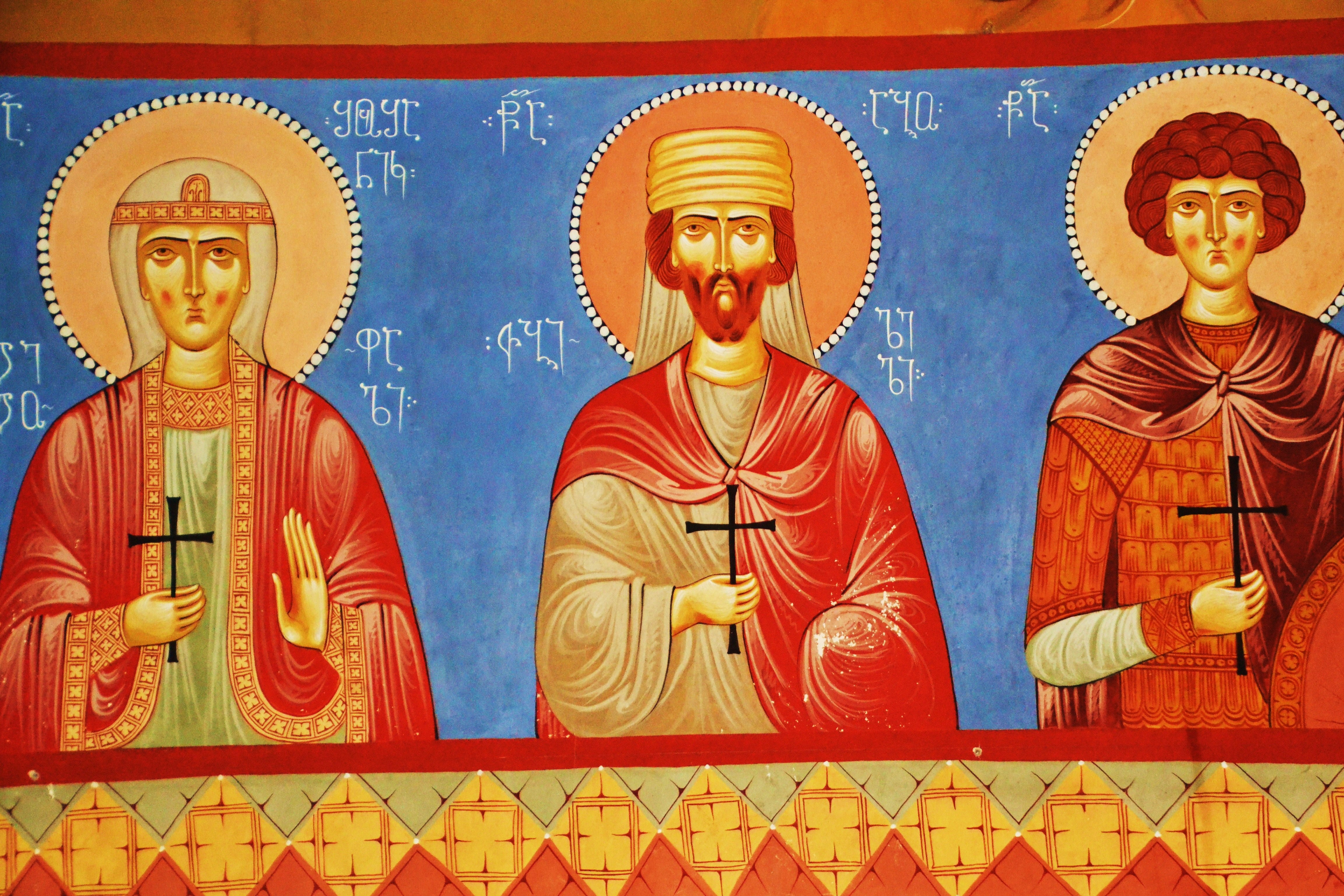
El mártir Abo de Tiflis (centro) en un fresco de la capital georgiana.

Según la tradición ortodoxa, el cristianismo fue proclamado por primera vez en Georgia por los apóstoles Simón y Andrés, en el siglo I. Se convirtió en la religión del estado de Kartli (Iberia) en el año 337. La conversión de Kartli al cristianismo se le atribuye a Santa Nino de Capadocia. La Iglesia Ortodoxa de Georgia, originalmente parte de la Iglesia de Antioquía, ganó su autocefalía y desarrolló su especificidad doctrinal progresivamente entre los siglos V y X. La Biblia también fue traducida al georgiano en el siglo V, ya que el alfabeto georgiano fue desarrollado para tal fin. Como fue el caso en otros lugares, la iglesia cristiana en Georgia fue crucial para el desarrollo de un lenguaje escrito, y la mayoría de las primeras obras escritas eran textos religiosos. La nueva fe de los georgianos, que sustituyó a las creencias paganas y el zoroastrismo, era colocar de forma permanente en la primera línea del conflicto entre los mundos islámico y cristiano. Los georgianos se mantuvieron mayoritariamente cristianos a pesar de las repetidas invasiones de las potencias musulmanas y largos episodios de la dominación extranjera. Después de que Georgia fuese anexionada por el Imperio ruso, la Iglesia Ortodoxa Rusa se hizo cargo de la iglesia de Georgia en 1811.
| Religión en Georgina (1910) | Religión en Georgina (1910) | Religión en Georgina (1910) | Religión en Georgina (1910) | Religión en Georgina (1910) |
| --------------------------- | --------------------------- | --------------------------- | --------------------------- | --------------------------- |
| Religión                    | Religión                    |                             | Porcentaje                  | Porcentaje                  |
| Ortodoxos                   | Ortodoxos                   |                             | 92.4 %                      | 92.4 %                      |
| Islam                       | Islam                       |                             | 3.7 %                       | 3.7 %                       |
| Otros Cristianos            | Otros Cristianos            |                             | 2.8 %                       | 2.8 %                       |
| Ninguna                     | Ninguna                     |                             | 1.1 %                       | 1.1 %                       |

La iglesia de Georgia recuperó su autocefalía solo cuando el gobierno zarista terminó en 1917. El régimen soviético que gobernó Georgia a partir de 1921 no consideró la revitalización de la iglesia georgiana una meta importante y trajo severas purgas de la jerarquía de la eclesiástica georgiana y la represión frecuente del culto ortodoxo. Al igual que en otros lugares bajo la Unión Soviética, muchas iglesias fueron destruidas o convertidas en edificios civiles. Esta historia de represión alentó la incorporación de la identidad religiosa en un fuerte movimiento nacionalista y la búsqueda de los georgianos para la expresión religiosa fuera de la iglesia oficial, controlada por el gobierno. A finales de 1960 y principios de 1970, los líderes de la oposición, especialmente Zviad Gamsakhurdia, criticaron la corrupción en la jerarquía eclesiástica.
Después de que Ilia II se convirtiese en el patriarca (catholicos) de la Iglesia Ortodoxa de Georgia a finales de 1970, la Ortodoxia georgiana experimentó un renacimiento. En 1988 Moscú permitió al patriarca comenzar la consagración y reapertura de las iglesias cerradas, y comenzó un proceso de restauración a gran escala. La Iglesia Ortodoxa de Georgia ha recuperado gran poder y la independencia total del estado desde la restauración de la independencia de Georgia en 1991. No es religión estatal, pero su condición especial es reconocido por el Concordato de 2002.
Además de la Iglesia Ortodoxa de Georgia, el cristianismo en Georgia está representada por los seguidores de la Iglesia apostólica armenia y la Iglesia Ortodoxa Rusa, y una Iglesia Católica Georgiana que sigue principalmente el rito latino.
Desde 1990 la iglesia ortodoxa se refleja el poco número de asistentes religiosos llegando a 40% no practicante contra el 27% de practicante.
La iglesia georgiana recuperó su autocefalia solo cuando el gobierno ruso finalizó en 1917. Sin embargo, el régimen soviético que gobernó Georgia desde 1921 no consideraba la revitalización de la iglesia georgiana como una meta importante. El gobierno soviético trajo severas purgas de la jerarquía de la iglesia georgiana y represión frecuente de la adoración ortodoxa. Como en otras partes de la Unión Soviética, muchas iglesias fueron destruidas o convertidas en edificios seculares. Esta historia de represión fomentó la incorporación de la identidad religiosa en el fuerte movimiento nacionalista y la búsqueda de los georgianos por la expresión religiosa fuera de la iglesia oficial controlada por el gobierno. A finales de los años sesenta y principios de los setenta, los líderes de la oposición, especialmente Zviad Gamsakhurdia, criticó la corrupción en la jerarquía eclesiástica. Después de que Ilia II se convirtiera en el patriarca (católicos) de la Iglesia Ortodoxa de Georgia a fines de los años 70, la Ortodoxia de Georgia experimentó un renacimiento. En 1988, Moscú permitió que el patriarca comenzara a consagrar y reabrir iglesias cerradas, y comenzó un proceso de restauración a gran escala. La Iglesia Ortodoxa de Georgia ha recuperado mucho poder y total independencia del estado desde la restauración de la independencia de Georgia en 1991. No es una religión estatal, pero su estatus especial es reconocido por el Concordato de 2002 .
Aparte de la Iglesia ortodoxa de Georgia, el cristianismo en Georgia está representado por seguidores de la Iglesia apostólica armenia y la Iglesia ortodoxa rusa , y una Iglesia católica georgiana que en su mayoría sigue el rito latino o el rito armenio.
Un estudio de 2015 estima a unos 1,300 creyentes cristianos de origen musulmán en el país, la mayoría de ellos pertenecientes a algún tipo de protestantismo

## Islam
El islam en Georgia se introdujo en el año 645 dC durante el reinado del tercer califa del Islam , Uthman . Durante este período, Tbilisi ( al-Tefelis ) se convirtió en un centro de comercio entre el mundo islámico y el norte de Europa . La historia del Islam continuó en Georgia a lo largo de finales del siglo 14 y principios del siglo 15 con las invasiones de Timur a Georgia y durante los siglos 16 y 19, los iraníes ( Safavids , Afsharids , Qajars ) y los otomanos ejercieron su influencia en la región hasta su anexión por Rusia en 1801 En 1703, Vakhtang VI se convirtió en el gobernante de laReino de Kartli y él abrazó el islam. Otros notables musulmanes georgianos de esa época incluyen a David XI de Kartli , Jesse de Kakheti [11] y Simon II de Kartli .

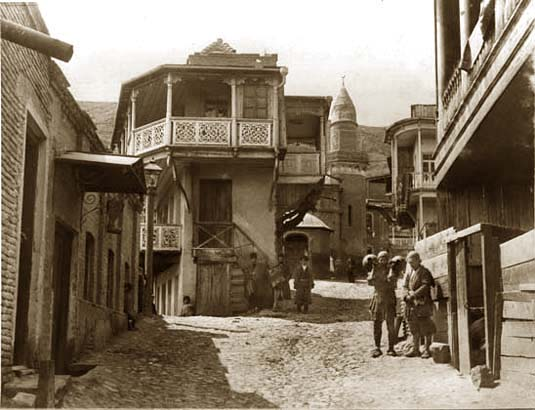
Calle botánica y mezquita sunita a mediados de 1880 en Tiflis.

Los musulmanes constituyen el 9,9%, [12] o 463,062 de la población georgiana. Hay dos grupos musulmanes principales en Georgia. Los musulmanes de etnia georgiana son sunitas Hanafi y se concentran en la República Autónoma de Adjara de Georgia, en la frontera con Turquía . Los musulmanes de etnia azerbaiyana son predominantemente chiitas Ithna Ashariyah y se concentran a lo largo de la frontera con Azerbaiyán y Armenia .
Cuando un ejército enviado por el segundo califa del Islam, Umar, conquistó el este de Georgia y estableció el dominio musulmán en Tiflis. Durante este período, Tiflis (al-Tefelis) se convirtió en un centro de comercio entre el mundo islámico y el norte de Europa. La historia del islam continuó en Georgia desde finales del siglo XIV y XV con las invasiones de Georgia de Tamerlán y durante los siglos XVIII y XIX, los safávidas y otomanos comandaron la influencia en la región. En 1703, Vakhtang VI se convirtió en el gobernante del reino de Kartli y abrazó el islam. Otros musulmanes georgianas notables de esa época fueron David XI de Kartli, Jesse de Kakheti y Simón II de Kartli.
Los musulmanes constituyen el 9,9% de la población georgiana, es decir, 463 062 fieles, y consisten principalmente en musulmanes azeríes chiitas que se concentran a lo largo de la frontera con Armenia. Los musulmanes étnicos georgianos son sunitas Hanafi y se encuentran en reductos relativamente pequeños en las partes rurales de Ayaria, una región georgiana fronteriza con Turquía.
Hay dos grandes grupos de musulmanes en Georgia: los musulmanes étnicos georgianos son sunitas Hanafi y se concentran en la República Autónoma de Ayaria de Georgia fronteriza con Turquía. Los musulmanes de etnia azerbaiyana son predominantemente chiita Ithna Ashariyah y se concentran a lo largo de la frontera con Azerbaiyán y Armenia.
Los meskh turcos son musulmanes sunitas Hanafi. Los meskh turcos son los antiguos habitantes turcos de la región georgiana de Meskheti, a lo largo de la frontera con Turquía. Fueron deportados a Asia Central durante el 15 y 25 de noviembre de 1944 por Iósif Stalin y se establecieron en Kazajistán, Kirguistán y Uzbekistán. De los 120 000 deportados por la fuerza en vagones de ganado, un total de 10 000 perecieron. Hoy están dispersos en una serie de otros países de la antigua Unión Soviética. Hay entre 500 000 y 700 000 turcos mesjetios en el exilio en Azerbaiyán y Asia Central.

Desde los últimos 20 años, la iglesia ortodoxa georgiana ha experimentado una disminución de fieles desde un 0,5% hasta un 5%.

## Judaísmo
La historia del judaísmo en Georgia se remonta a más de dos mil años. Hoy en día existe una pequeña comunidad judía en el país (3 541 según el censo de 2002), aunque la población judía fue de más de 100 000 en fecha tan reciente como la década de 1970. Especialmente tras el colapso de la Unión Soviética, todos los judíos del país emigraron, sobre todo con destino a Israel. La mayoría de los restantes judíos de Georgia viven actualmente en Tiflis y cuentan con dos sinagogas. Debido a que el tamaño de la comunidad es ahora tan reducido, y por razones económicas, las dos congregaciones están alojados en dos plantas de una de las sinagogas antes separadas.

## Iglesia Católica
La iglesia católica cuenta con un 0.4% de la población del país. requiere cita

## Bahaísmo
La historia de la fe bahá'í en Georgia comienza con la llegada a la región en 1850 a través de su asociación con la religión precursora de la fe bábí durante la existencia de Bahá'u'lláh. En el período de la política soviética de la opresión religiosa, los bahá'ís de las repúblicas soviéticas perdieron el contacto con los bahá'ís en otros lugares. Sin embargo, en 1963 se identificó a un individuo en Tiflis. Después de la Perestroika la primera Asamblea Espiritual Local Bahá'í de Georgia formada en 1991 y los bahá'ís de Georgia eligieron a su primera Asamblea Espiritual Nacional en 1995. La religión experimenta un cierto crecimiento en Georgia desde entonces. The religion is noted as growing in Georgia.

## Lecturas relacionadas
- Charles, Robia: "Religiosity in Armenia, Georgia and Azerbaijan" in the Caucasus Analytical Digest No. 20
- Baramidze, Ruslan: "Ethnic Georgian Muslims: A Comparison of Highland and Lowland Villages" in the Caucasus Analytical Digest No. 20